# Горы зовут (фильм)
«Горы зовут» — советский широкоэкранный художественный фильм, снятый в 1972 году режиссёром Дамиром Салимовым на киностудии «Узбекфильм».
Премьера фильма состоялась 26 декабря 1973 года. В СССР фильм посмотрело 4,1 млн зрителей.

## Сюжет
Четверо друзей из пионерского лагеря, Азиз, Дима, Рано и Рустам, находят в пещере старые патроны и солдатскую фляжку. Рустам узнаёт, что фляжка принадлежала его деду, который спас важные документы в бою. Несмотря на сомнения окружающих, он находит сумку деда и подтверждает свою историю.

## В ролях
- Дима Сосновский — Дима
- Бабур Ахмеджанов — Рустам
- И. Умаров — Азиз
- Г. Рустамова — Рано
- М. Абдуллаева — Малика
- Сергей Яковлев — Александр Владимирович
- Светлана Старикова — медсестра
- Исамат Эргашев — Аббас Газиевич
- Анатолий Ведёнкин — физрук
- Лора Умарова — Гульчехра Каримовна
- Ташхан Султанова — бабушка Рустама

## Съёмочная группа
- Режиссер: Дамир Салимов
- Сценаристы: Владимир Барабаш, Ярослав Филиппов
- Оператор: Мирон Пенсон
- Композитор: Алексей Мажуков
- Художник: Анатолий Шибаев